# ジーン・フルマー

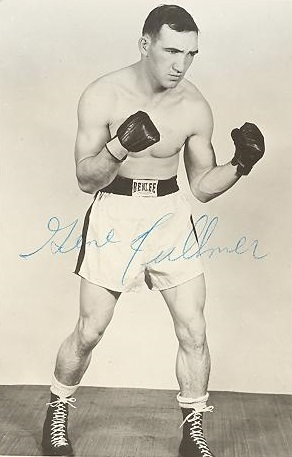
Gene Fullmer

ジーン・フルマー（Gene Fullmer、1931年7月21日 - 2015年4月27日）は、アメリカ合衆国出身の元プロボクサー。元世界ミドル級チャンピオン。NBA王座7度防衛の達成者。ユタ州ウエストジョーダン生まれ。

## 経歴
1951年デビュー後、11連続KOを飾る。1957年1月2日、天才シュガー・レイ・ロビンソンに判定勝ちの金星を挙げ、世界ミドル級チャンピオンとなるが、同年5月1日に行なわれた再戦では、ロビンソンが絶妙のタイミングで放った左フックのカウンターを浴びてKO負け。王座から滑り落ちた。
1959年8月28日、防衛戦を行なわないことを理由にNBAがロビンソンから剥奪したタイトルをカーメン・バシリオと争う。同型の猛ファイター、バシリオを14回でストップ、NBA世界ミドル級チャンピオンとなった。
その後、バシリオとの再戦を始めシュガー・レイ・ロビンソン、ウェルター級世界王者ベニー・パレット、後の世界王者ジョーイ・ジャーデロ、キューバの左フッカー、フローレンチノ・フェルナンデスら、いずれ劣らぬ強敵を相手に7度防衛を達成。
1962年10月23日、ナイジェリアの英雄ディック・タイガーに判定で王座を奪われる。王座奪還を目指してタイガーに二度挑んだが、一度は引分け、二度目は7回KO負けと、王座返り咲きはならなかった。
2015年4月27日死去。83歳没。

## 通算戦績
64戦55勝（24KO）6敗3引分け